# Un sogno d'amore
Un sogno d'amore (Her Husband's Trademark) è un film muto del 1922 diretto da Sam Wood. La sceneggiatura di Lorna Moon si basa su un soggetto di Clara Beranger. Prodotto dalla Famous Players-Lasky Corporation, il film aveva come interpreti Gloria Swanson, Richard Wayne, Stuart Holmes, Lucien Littlefield, Charles Ogle, Edythe Chapman.

## Trama

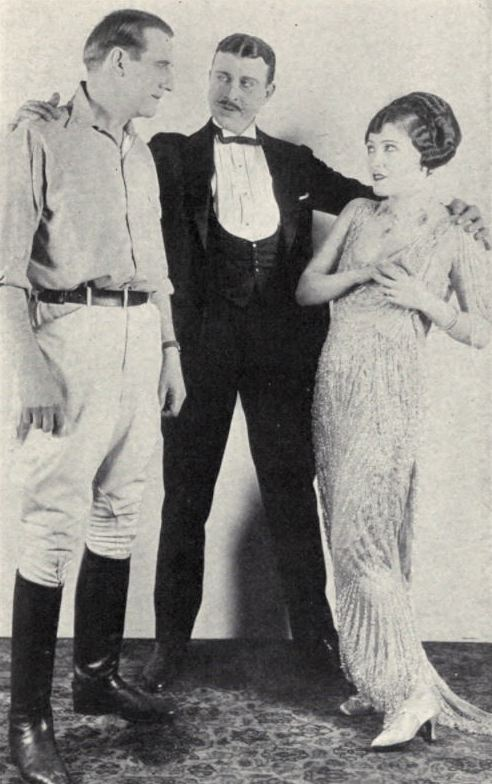
Richard Wayne, Stuart Holmes, Gloria Swanson

James Berkeley e Allan Franklin amano entrambi Lois Miller, ma lei sceglie il primo, ambizioso uomo d'affari il cui scopo nella vita è quella di far fortuna e di diventare ricco. I due si sposano ma quindici anni dopo, James non è riuscito a realizzare i suoi sogni. Comunque, fa vivere la moglie nel lusso, esibendola come una sorta di marchio di fabbrica delle sue ambizioni. Allan, che sognava di diventare un grande ingegnere, ha - al contrario del suo ex rivale - realizzato tutti i suoi progetti giovanili ed è diventato anche molto ricco. In visita dai Berkeley, Allan porta con sé in Messico James, per ispezionare un territorio petrolifero. James, riannodando l'amicizia con lui, cerca di approfittarne e chiede alla moglie di sostenerlo nei suoi maneggi. Lois accetta a malincuore ma ritrovando il suo vecchio corteggiatore, la donna si rende conto di amarlo. Una banda di messicani attacca gli americani: James rimane ucciso, mentre Lois viene soccorsa da Allan. Insieme, i due raggiungono la salvezza attraversando la frontiera.

## Produzione
Prodotto dalla Famous Players-Lasky Corporation con il titolo originale The Husband's Trademark, il film venne girato in esterni a El Paso.

## Distribuzione
Il copyright del film, richiesto dalla Famous Players-Lasky Corp., fu registrato il 14 febbraio 1922 con il numero LP17562.

Distribuito dalla Paramount Pictures, il film uscì in prima a New York il 19 febbraio 1922.
 
In Spagna prese il titolo A las mujeres, mentre in Finlandia venne distribuito il 16 marzo 1924 .
In Italia, distribuito dalla Famous, uscì nell'ottobre 1925 con il visto di censura numero  22097.
Copie complete della pellicola sono conservate negli archivi dell'International Museum of Photography and Film at George Eastman House di Rochester (positivi in 16 mm e in 35 mm) e in quelli del Gosfilmofond di Mosca.